# CART World Series 1996
CART World Series 1996 kördes över 16 race. Mästare blev Jimmy Vasser, den siste amerikanen att vinna titeln.

## Delsegrare
| Datum       | Bana             | Vinnare          | Team                | Rapport |
| ----------- | ---------------- | ---------------- | ------------------- | ------- |
| 3 mars      | Homestead        | Jimmy Vasser     | Chip Ganassi Racing | *       |
| 17 mars     | Rio de Janeiro   | André Ribeiro    | Tasman Motorsports  | *       |
| 31 mars     | Surfers Paradise | Jimmy Vasser     | Chip Ganassi Racing | *       |
| 14 april    | Long Beach       | Jimmy Vasser     | Chip Ganassi Racing | *       |
| 28 april    | Nazareth         | Michael Andretti | Newman/Haas Racing  | *       |
| 26 maj      | U.S. 500         | Jimmy Vasser     | Chip Ganassi Racing | *       |
| 2 juni      | Milwaukee        | Michael Andretti | Newman/Haas Racing  | *       |
| 9 juni      | Detroit          | Michael Andretti | Newman/Haas Racing  | *       |
| 23 juni     | Portland         | Alex Zanardi     | Chip Ganassi Racing | *       |
| 30 juni     | Cleveland        | Gil de Ferran    | Jim Hall Racing     | *       |
| 14 juli     | Toronto          | Adrián Fernández | Tasman Motorsports  | *       |
| 28 juli     | Michigan 500     | André Ribeiro    | Tasman Motorsports  | *       |
| 11 augusti  | Mid-Ohio         | Alex Zanardi     | Chip Ganassi Racing | *       |
| 18 augusti  | Road America     | Michael Andretti | Newman/Haas Racing  | *       |
| 1 september | Vancouver        | Michael Andretti | Newman/Haas Racing  | *       |
| 8 september | Laguna Seca      | Alex Zanardi     | Chip Ganassi Racing | *       |

### Homestead
| Plats | Förare               | Team                 |
| ----- | -------------------- | -------------------- |
| 1     | Jimmy Vasser         | Chip Ganassi Racing  |
| 2     | Gil de Ferran        | Jim Hall Racing      |
| 3     | Robby Gordon         | Walker Racing        |
| 4     | Scott Pruett         | Patrick Racing       |
| 5     | Bobby Rahal          | Rahal-Hogan Racing   |
| 6     | Christian Fittipaldi | Newman/Haas Racing   |
| 7     | Greg Moore           | Forsythe Racing      |
| 8     | Al Unser Jr.         | Marlboro Team Penske |
| 9     | Michael Andretti     | Newman/Haas Racing   |
| 10    | Bryan Herta          | Rahal-Hogan Racing   |

### Rio de Janeiro
| Plats | Förare               | Team                 |
| ----- | -------------------- | -------------------- |
| 1     | André Ribeiro        | Tasman Motorsports   |
| 2     | Al Unser Jr.         | Marlboro Team Penske |
| 3     | Scott Pruett         | Patrick Racing       |
| 4     | Alex Zanardi         | Chip Ganassi Racing  |
| 5     | Christian Fittipaldi | Newman/Haas Racing   |
| 6     | Bobby Rahal          | Rahal-Hogan Racing   |
| 7     | Raul Boesel          | Brahma Sports Team   |
| 8     | Jimmy Vasser         | Chip Ganassi Racing  |
| 9     | Roberto Moreno       | Payton/Coyne Racing  |
| 10    | Gil de Ferran        | Jim Hall Racing      |

### Surfers Paradise
| Plats | Förare               | Team                     |
| ----- | -------------------- | ------------------------ |
| 1     | Jimmy Vasser         | Chip Ganassi Racing      |
| 2     | Scott Pruett         | Patrick Racing           |
| 3     | Greg Moore           | Forsythe Racing          |
| 4     | Maurício Gugelmin    | PacWest Racing           |
| 5     | Christian Fittipaldi | Newman/Haas Racing       |
| 6     | Stefan Johansson     | Bettenhausen Motorsports |
| 7     | Eddie Lawson         | Galles Racing            |
| 8     | André Ribeiro        | Tasman Motorsports       |
| 9     | Al Unser Jr.         | Marlboro Team Penske     |
| 10    | Hiro Matsushita      | Payton/Coyne Racing      |

### Long Beach
| Plats | Förare           | Team                 |
| ----- | ---------------- | -------------------- |
| 1     | Jimmy Vasser     | Chip Ganassi Racing  |
| 2     | Parker Johnstone | Comptech Racing      |
| 3     | Al Unser Jr.     | Marlboro Team Penske |
| 4     | Paul Tracy       | Marlboro Team Penske |
| 5     | Gil de Ferran    | Jim Hall Racing      |
| 6     | Adrián Fernández | Tasman Motorsports   |
| 7     | Michael Andretti | Newman/Haas Racing   |
| 8     | Roberto Moreno   | Payton/Coyne Racing  |
| 9     | Eddie Lawson     | Galles Racing        |
| 10    | Robby Gordon     | Walker Racing        |

### Nazareth
| Plats | Förare               | Team                 |
| ----- | -------------------- | -------------------- |
| 1     | Michael Andretti     | Newman/Haas Racing   |
| 2     | Greg Moore           | Forsythe Racing      |
| 3     | Al Unser Jr.         | Marlboro Team Penske |
| 4     | Emerson Fittipaldi   | Hogan Penske Racing  |
| 5     | Paul Tracy           | Marlboro Team Penske |
| 6     | Bobby Rahal          | Rahal-Hogan Racing   |
| 7     | Jimmy Vasser         | Chip Ganassi Racing  |
| 8     | Scott Pruett         | Patrick Racing       |
| 9     | Christian Fittipaldi | Newman/Haas Racing   |
| 10    | Adrián Fernández     | Tasman Motorsports   |

### U.S. 500
| Plats | Förare             | Team                 |
| ----- | ------------------ | -------------------- |
| 1     | Jimmy Vasser       | Chip Ganassi Racing  |
| 2     | Maurício Gugelmin  | PacWest Racing       |
| 3     | Roberto Moreno     | Payton/Coyne Racing  |
| 4     | André Ribeiro      | Tasman Motorsports   |
| 5     | Mark Blundell      | PacWest Racing       |
| 6     | Eddie Lawson       | Galles Racing        |
| 7     | Paul Tracy         | Marlboro Team Penske |
| 8     | Al Unser Jr.       | Marlboro Team Penske |
| 9     | Gil de Ferran      | Jim Hall Racing      |
| 10    | Emerson Fittipaldi | Hogan Penske Racing  |

### Milwaukee
| Plats | Förare               | Team                 |
| ----- | -------------------- | -------------------- |
| 1     | Michael Andretti     | Newman/Haas Racing   |
| 2     | Al Unser Jr.         | Marlboro Team Penske |
| 3     | Paul Tracy           | Marlboro Team Penske |
| 4     | Emerson Fittipaldi   | Hogan Penske Racing  |
| 5     | Greg Moore           | Forsythe Racing      |
| 6     | Christian Fittipaldi | Newman/Haas Racing   |
| 7     | Bobby Rahal          | Rahal-Hogan Racing   |
| 8     | André Ribeiro        | Tasman Motorsports   |
| 9     | Gil de Ferran        | Jim Hall Racing      |
| 10    | Jimmy Vasser         | Chip Ganassi Racing  |

### Detroit
| Plats | Förare               | Team                     |
| ----- | -------------------- | ------------------------ |
| 1     | Michael Andretti     | Newman/Haas Racing       |
| 2     | Christian Fittipaldi | Newman/Haas Racing       |
| 3     | Gil de Ferran        | Jim Hall Racing          |
| 4     | Adrián Fernández     | Tasman Motorsports       |
| 5     | Mark Blundell        | PacWest Racing           |
| 6     | Eddie Lawson         | Galles Racing            |
| 7     | Stefan Johansson     | Bettenhausen Motorsports |
| 8     | Raul Boesel          | Brahma Sports Team       |
| 9     | P.J. Jones           | All American Racing      |
| 10    | Scott Pruett         | Patrick Racing           |

### Portland
| Plats | Förare               | Team                     |
| ----- | -------------------- | ------------------------ |
| 1     | Alex Zanardi         | Chip Ganassi Racing      |
| 2     | Gil de Ferran        | Jim Hall Racing          |
| 3     | Christian Fittipaldi | Newman/Haas Racing       |
| 4     | Al Unser Jr.         | Marlboro Team Penske     |
| 5     | Parker Johnstone     | Comptech Racing          |
| 6     | Bobby Rahal          | Rahal-Hogan Racing       |
| 7     | André Ribeiro        | Tasman Motorsports       |
| 8     | Mark Blundell        | PacWest Racing           |
| 9     | Stefan Johansson     | Bettenhausen Motorsports |
| 10    | Robby Gordon         | Walker Racing            |

### Cleveland
| Plats | Förare               | Team                 |
| ----- | -------------------- | -------------------- |
| 1     | Gil de Ferran        | Jim Hall Racing      |
| 2     | Alex Zanardi         | Chip Ganassi Racing  |
| 3     | Greg Moore           | Forsythe Racing      |
| 4     | Al Unser Jr.         | Marlboro Team Penske |
| 5     | Bryan Herta          | Rahal-Hogan Racing   |
| 6     | Adrián Fernández     | Tasman Motorsports   |
| 7     | Christian Fittipaldi | Newman/Haas Racing   |
| 8     | Scott Pruett         | Patrick Racing       |
| 9     | Paul Tracy           | Marlboro Team Penske |
| 10    | Jimmy Vasser         | Chip Ganassi Racing  |

### Toronto
| Plats | Förare               | Team                 |
| ----- | -------------------- | -------------------- |
| 1     | Adrián Fernández     | Tasman Motorsports   |
| 2     | Alex Zanardi         | Chip Ganassi Racing  |
| 3     | Bobby Rahal          | Rahal-Hogan Racing   |
| 4     | Greg Moore           | Forsythe Racing      |
| 5     | Paul Tracy           | Marlboro Team Penske |
| 6     | Bryan Herta          | Rahal-Hogan Racing   |
| 7     | Christian Fittipaldi | Newman/Haas Racing   |
| 8     | Jimmy Vasser         | Chip Ganassi Racing  |
| 9     | Robby Gordon         | Walker Racing        |
| 10    | Scott Pruett         | Patrick Racing       |

### Michigan 500
| Plats | Förare               | Team                     |
| ----- | -------------------- | ------------------------ |
| 1     | André Ribeiro        | Tasman Motorsports       |
| 2     | Bryan Herta          | Rahal-Hogan Racing       |
| 3     | Maurício Gugelmin    | PacWest Racing           |
| 4     | Al Unser Jr.         | Marlboro Team Penske     |
| 5     | Stefan Johansson     | Bettenhausen Motorsports |
| 6     | Mark Blundell        | PacWest Racing           |
| 7     | Raul Boesel          | Brahma Sports Team       |
| 8     | Robby Gordon         | Walker Racing            |
| 9     | Jimmy Vasser         | Chip Ganassi Racing      |
| 10    | Christian Fittipaldi | Newman/Haas Racing       |

### Mid-Ohio
| Plats | Förare               | Team                |
| ----- | -------------------- | ------------------- |
| 1     | Alex Zanardi         | Chip Ganassi Racing |
| 2     | Jimmy Vasser         | Chip Ganassi Racing |
| 3     | Michael Andretti     | Newman/Haas Racing  |
| 4     | Bryan Herta          | Rahal-Hogan Racing  |
| 5     | Bobby Rahal          | Rahal-Hogan Racing  |
| 6     | Adrián Fernández     | Tasman Motorsports  |
| 7     | Christian Fittipaldi | Newman/Haas Racing  |
| 8     | André Ribeiro        | Tasman Motorsports  |
| 9     | Greg Moore           | Forsythe Racing     |
| 10    | Mark Blundell        | PacWest Racing      |

### Road America
| Plats | Förare                | Team                     |
| ----- | --------------------- | ------------------------ |
| 1     | Michael Andretti      | Newman/Haas Racing       |
| 2     | Bobby Rahal           | Rahal-Hogan Racing       |
| 3     | Alex Zanardi          | Chip Ganassi Racing      |
| 4     | Stefan Johansson      | Bettenhausen Motorsports |
| 5     | Bryan Herta           | Rahal-Hogan Racing       |
| 6     | Jimmy Vasser          | Chip Ganassi Racing      |
| 7     | Scott Pruett          | Patrick Racing           |
| 8     | Juan Manuel Fangio II | All American Racing      |
| 9     | Max Papis             | Arciero-Wells Racing     |
| 10    | Al Unser Jr.          | Marlboro Team Penske     |

### Vancouver
| Plats | Förare               | Team                 |
| ----- | -------------------- | -------------------- |
| 1     | Michael Andretti     | Newman/Haas Racing   |
| 2     | Bobby Rahal          | Rahal-Hogan Racing   |
| 3     | Christian Fittipaldi | Newman/Haas Racing   |
| 4     | Gil de Ferran        | Jim Hall Racing      |
| 5     | Al Unser Jr.         | Marlboro Team Penske |
| 6     | Bryan Herta          | Rahal-Hogan Racing   |
| 7     | Jimmy Vasser         | Chip Ganassi Racing  |
| 8     | Adrián Fernández     | Tasman Motorsports   |
| 9     | Scott Goodyear       | Walker Racing        |
| 10    | Robby Gordon         | Walker Racing        |

### Laguna Seca
| Plats | Förare               | Team                 |
| ----- | -------------------- | -------------------- |
| 1     | Alex Zanardi         | Chip Ganassi Racing  |
| 2     | Bryan Herta          | Rahal-Hogan Racing   |
| 3     | Scott Pruett         | Patrick Racing       |
| 4     | Jimmy Vasser         | Chip Ganassi Racing  |
| 5     | Maurício Gugelmin    | PacWest Racing       |
| 6     | Greg Moore           | Forsythe Racing      |
| 7     | Bobby Rahal          | Rahal-Hogan Racing   |
| 8     | Jan Magnussen        | Marlboro Team Penske |
| 9     | Michael Andretti     | Newman/Haas Racing   |
| 10    | Christian Fittipaldi | Newman/Haas Racing   |

## Slutställning
| Plats | Förare                | Team                     | Poäng |
| ----- | --------------------- | ------------------------ | ----- |
| 1     | Jimmy Vasser          | Chip Ganassi Racing      | 154   |
| 2     | Michael Andretti      | Newman/Haas Racing       | 131   |
| 3     | Alex Zanardi          | Chip Ganassi Racing      | 130   |
| 4     | Al Unser Jr.          | Marlboro Team Penske     | 124   |
| 5     | Christian Fittipaldi  | Newman/Haas Racing       | 110   |
| 6     | Gil de Ferran         | Jim Hall Racing          | 104   |
| 7     | Bobby Rahal           | Rahal-Hogan Racing       | 102   |
| 8     | Bryan Herta           | Rahal-Hogan Racing       | 86    |
| 9     | Greg Moore            | Forsythe Racing          | 84    |
| 10    | Scott Pruett          | Patrick Racing           | 82    |
| 11    | André Ribeiro         | Tasman Motorsports       | 76    |
| 12    | Adrián Fernández      | Tasman Motorsports       | 71    |
| 13    | Paul Tracy            | Marlboro Team Penske     | 60    |
| 14    | Maurício Gugelmin     | PacWest Racing           | 53    |
| 15    | Stefan Johansson      | Bettenhausen Motorsports | 43    |
| 16    | Mark Blundell         | PacWest Racing           | 41    |
| 17    | Parker Johnstone      | Comptech Racing          | 33    |
| 18    | Robby Gordon          | Walker Racing            | 29    |
| 19    | Emerson Fittipaldi    | Hogan Penske Racing      | 29    |
| 20    | Eddie Lawson          | Galles Racing            | 26    |
| 21    | Roberto Moreno        | Payton/Coyne Racing      | 25    |
| 22    | Raul Boesel           | Brahma Sports Team       | 17    |
| 23    | Juan Manuel Fangio II | All American Racing      | 5     |
| 24    | Jan Magnussen         | Marlboro Team Penske     | 5     |
| 25    | Scott Goodyear        | Walker Racing            | 5     |
| 26    | P.J. Jones            | All American Racing      | 4     |
| 27    | Max Papis             | Arciero-Wells Racing     | 4     |
| 28    | Hiro Matsushita       | Payton/Coyne Racing      | 3     |
| 29    | Richie Hearn          | Della Penna Motorsports  | 3     |
| 30    | Eliseo Salazar        | Dick Simon Racing        | 2     |
| 31    | Davy Jones            | Galles Racing            | 1     |
| 32    | Marco Greco           | Dick Simon Racing        | 1     |